# Andrea D'Alpaos
Andrea D'Alpaos (Venezia, 26 settembre 1966) è un pianista, compositore e direttore di coro italiano, fratello di Carlo D'Alpaos del duo cabarettistico Carlo e Giorgio.
Ha conseguito il diploma di maturità artistica ad indirizzo musicale, presso il Liceo Musicale B. Marcello e quindi la Laurea in Lettere a indirizzo artistico presso la Facoltà di Lettere e Filosofia dell’Università degli Studi di Venezia. Parallelamente ha approfondito gli studi musicali conseguendo la Licenza di Teoria e solfeggio, il diploma di Storia della musica, il diploma di Armonia complementare.
Dal 1992 al 1998 ha fondato e diretto il Coro Venice Gospel Ensemble di Venezia.
Nel 1997 ha fondato il coro gospel Joy Singers, che dirige, per cui compone e con cui svolge una intensa attività concertistica. 
È stato due volte vincitore del concorso Song Expo di Utrecht dedicato a compositori di musica gospel.
È consigliere nazionale "Feniarco" (Federazione Nazionale Italiana Associazioni Regionali Corali)